# Mýto pod Ďumbierom
Mýto pod Ďumbierom (in tedesco Mauth; in ungherese Vámos) è un comune della Slovacchia facente parte del distretto di Brezno, nella regione di Banská Bystrica.

## Storia
Il villaggio, sorto come sede doganale nel 1260 lungo la strada per la regione di Liptov, assunse importanza solo nel XVII secolo, quando cominciò lo sfruttamento delle locali miniere di ferro.
A Mýto pod Ďumbierom ha risieduto lo scrittore slovacco František Švantner (1912 – 1950).